# Centre de Recursos Educatius per a Deficients Auditius Pere Barnils
El Centre de Recursos Educatius per a Deficients Auditius de Catalunya Pere Barnils, anomenat de manera simplificada CREDAC Pere Barnils, és un servei educatiu específic creat el 1989 que proporciona "suport a l'activitat dels professionals de l'ensenyament per contribuir a l'adequació de la seva tasca a les necessitats educatives especials dels alumnes amb disminucions auditives greus i permanents i dels alumnes amb trastorn del llenguatge". És un model d'atenció a alumnat sord o amb trastorns del llenguatge propi de Catalunya que intervé en tres grans àmbits: els infants i la seva família, els centres i el professorat de l'alumne atès, i la zona educativa.
Depèn del Consorci de la ciutat de Barcelona, que està constituït pel Departament d'Educació de la Generalitat de Catalunya i l'Institut Municipal d'Educació de Barcelona. Si bé en el moment de la seva creació l'àmbit d'actuació era tot Catalunya (si un determinat sector no comptava amb un recurs acreditat per dur a terme les funcions assignades), des de 1999 l'àmbit territorial en què actua és la ciutat de Barcelona.
És format per un equip de logopedes, psicopedagogs especialitzats en audició, llenguatge i comunicació, i audioprotetistes que desenvolupa les seves actuacions en estreta relació amb els professionals dels centres i els serveis educatius del sector, molt especialment amb els equips d'assessorament i orientació psicopedagògica (EAP). El 1999 va rebre la Medalla d'Honor de Barcelona.
El CREDAC Pere Barnils va sorgir del procés de transformació que va viure el Centre Municipal Fonoaudiològic de Barcelona el 1984, per un conveni entre el Departament d'Ensenyament de la Generalitat de Catalunya i l'Àrea d'Educació de l'Ajuntament de Barcelona. Del centre específic per a alumnat sord C.M. Fonoaudiològic també en va sorgir l'Escola Municipal Tres Pins, una escola ordinària amb agrupament d'alumnat sord de modalitat bilingüe.